# Eduard Schmidt von Altenstadt
Johann Eduard Friedrich Schmidt von Altenstadt (* 6. Dezember 1836 in Magdeburg; † 30. Mai 1925 in Groß-Medunischken) war ein preußischer Generalmajor. 

## Leben

### Herkunft
Er war der Sohn des Kapitäns der Artillerie a. D. Johann Georg Eduard Schmidt von Altenstadt (1796–1850) und dessen Ehefrau Johanna Friederike Auguste Ernestin, geborene Homann (1797–1864).

### Militärkarriere
Schmidt besuchte das Pädagogium Halle und das Klostergymnasium Magdeburg. Am 1. Oktober 1854 trat er als Husar in das 10. Husaren-Regiment der Preußischen Armee in Aschersleben ein. Dort wurde er am 4. November 1856 zum Sekondeleutnant befördert und im weiteren Verlauf seiner Militärkarriere zur weiteren Ausbildung vom 1. Oktober 1861 für drei Jahre an die Kriegsakademie sowie anschließend bis zum 31. Mai 1865 zur 4. Artillerie-Brigade kommandiert. Zwischenzeitlich zum Premierleutnant befördert, nahm Schmidt 1866 als Adjutant der kombinierten Landwehr-Kavallerie-Division beim I. Reserve-Armee-Korps am Deutschen Krieg teil.
Am 17. September 1866 wurde er Adjutant der 1. Division in Königsberg und am 11. April 1867 unter Belassung in dieser Stellung in das Magdeburgische Dragoner-Regiment Nr. 6 versetzt sowie zum Rittmeister befördert. Am 21. Januar 1868 folgte seine Versetzung in den Generalstab des VI. Armee-Korps. In dieser Stellung nahm Schmidt 1870/71 während des Deutsch-Französischen Krieges an den Belagerungen von Pfalzburg und Paris sowie den Gefechten bei Choisy-le-Roi, Chevilly und Thions teil. Für seine Leistungen erhielt er das Eiserne Kreuz II. Klasse.
Nach dem Friedensschluss kehrte Schmidt mit der Beförderung zum Major am 20. Juni 1872 für ein Jahr in den Truppendienst zurück und befehligte eine Eskadron im Kurmärkischen Dragoner-Regiment Nr. 14 in Colmar. Anschließend in den Großen Generalstab versetzt, war er vom 10. März 1874 bis zum 14. April 1876 im Generalstab des III. Armee-Korps tätig. Daran schloss sich wieder eine Verwendung im Großen Generalstab an, bevor er zum 30. September zunächst zum 2. Brandenburgischen Dragoner-Regiment Nr. 12 und dann am 22. November 1877 zum 2. Garde-Ulanen-Regiment kommandiert wurde. Als Oberstleutnant ernannte man ihn am 12. Oktober 1878 zum Kommandeur des in Hagenau stationierten 3. Schlesischen Dragoner-Regiments Nr. 15. Als solcher wurde er am 18. Oktober 1883 Oberst. Unter Stellung à la suite seines Regiments wurde Schmidt am 11. März 1886 zum Kommandeur der 15. Kavallerie-Brigade in Köln ernannt. Am 17. April 1888 wurde er schließlich unter Verleihung des Charakters als Generalmajor mit der gesetzlichen Pension zur Disposition gestellt.
Nach seiner Verabschiedung kümmerte Schmidt sich um die Bewirtschaftung des Landbesitzes Groß-Medunischken, dass seine Ehefrau eingebracht hatte. Er betätige sich mehrere Jahre auch als Ausschussmitglied des Kreises Darkehmen.

### Familie
Schmidt hatte sich am 28. Juni 1868 in Groß-Medunischken mit Anna Theodora von Bujack (1848–1910) verheiratet. Aus der Ehe gingen mehrere Kinder hervor, darunter:
- Wolfgang (* 1869), Rittmeister a. D.[1] ⚭ 1899 Gertrud Fleischhammer (* 1873)
- Ulrich (* 1872), Rittmeister a. D. ⚭ 1898 Hella von Rümker (* 1874), Eltern von Generalmajor Hans Georg Schmidt von Altenstadt